# Markolf.pl
Markolf.pl (マーコルフ・プラ) は、ポーランドのコンピュータゲーム雑誌専門サイト。2001年から運営中。

## 歴史
Markolfは、コンピュータゲーム雑誌に加えてゲーム本編に関するトピックも扱うポーランド初のウェブサイトとして、2001年に設立された。設立当初の数年間は、ポーランドのコンピュータゲーム関連サイトとして最も人気のあるサイトの1つとして栄華を誇った。その高名さから、ゲーム関連のジャーナリストやゲーム雑誌（CD-Action、Play、Click!など）の代表者なども非公式にサイトのフォーラムを利用し、時にはいわゆる「リーク」も行われていた。2008年には、MarkolfはFilmwebのポータル「Gaminator.pl」と協業した。2011年からは、Gram.plグループに加わっている。
コンピュータゲーム雑誌の人気が低下するにつれ、Markolfの重要性も着実に低下していった。規模を拡大するための姑息な試み(例: デジタル配信されている宣伝をこのサイトに集約する)も大した成果を挙げなかった。